# Municipio de Danville (Illinois)
El municipio de Danville (en inglés: Danville Township) es un municipio ubicado en el condado de Vermilion en el estado estadounidense de Illinois. En el año 2010 tenía una población de 32113 habitantes y una densidad poblacional de 247,95 personas por km².

## Geografía
El municipio de Danville se encuentra ubicado en las coordenadas 40°6′15″N 87°36′39″O / 40.10417, -87.61083. Según la Oficina del Censo de los Estados Unidos, el municipio tiene una superficie total de 129.51 km², de la cual 128.02 km² corresponden a tierra firme y (1.15%) 1.49 km² es agua.

## Demografía
Según el censo de 2010, había 32113 personas residiendo en el municipio de Danville. La densidad de población era de 247,95 hab./km². De los 32113 habitantes, el municipio de Danville estaba compuesto por el 67.76% blancos, el 26.3% eran afroamericanos, el 0.26% eran amerindios, el 0.41% eran asiáticos, el 0.04% eran isleños del Pacífico, el 2.09% eran de otras razas y el 3.13% pertenecían a dos o más razas. Del total de la población el 6.02% eran hispanos o latinos de cualquier raza.